# Лебедев, Александр Николаевич (учёный)
Александр Николаевич Лебедев (1881, Москва, Российская империя — 3 июня 1938, Москва, СССР) — биохимик, профессор МГУ.

## Биография
Родился Александр Лебедев в 1881 году в Москве. Всю свою жизнь посвятил Москве, жил и работал в жилом доме по адресу Улица Белинского, 1 (до сегодняшнего времени не сохранился). В 1901 году окончил физико-математический факультет Московского университета, а в 1904 году — МСХИ. С 1905-по 1911 год стажировался в Гейдельберге, Берлине и Париже.
Работал в Донском политехническом институте (1912—1921), в должности профессора с 1914 года. Защитил диссертацию «Химическое исследование над внеклеточным спиртовым брожением» на степень магистра химии (1913).
В 1921 году возвращается обратно в Московский университет, где до самой смерти занимал должность профессора кафедры агрохимии, одновременно с этим с 1930 года руководил биохимической лабораторией ЦНИИ Пищевого института и с 1935 года — биохимической лабораторией Всесоюзного института экспериментальной медицины. Александр Лебедев являлся научным руководителем Владимира Немерко.
Скончался Александр Лебедев 9 июня 1938 года в Москве. Похоронен на Новодевичьем кладбище.

## Научные работы
Основные научные работы посвящены расшифровке механизма спиртового брожения.
- 1911 — предложил метод выделения бесклеточного дрожжевого сока — метод мацерации.
- Выяснил роль козимазы в спиртовом брожении.
- Обнаружил, что дрожжевой сок в процессе диализа утрачивает свою активность.